# サイレント津波
サイレント津波（サイレントツナミ、Silent Tsunami）は、人類にとっての日々慢性的な脅威である貧困、飢餓、食料価格の高騰（こうとう）、高い死亡率、後天性免疫不全症候群（AIDS）、マラリア、紛争等を意味する。21世紀初頭、ミレニアム開発目標（MDGs）のジェフリー・デヴィッド・サックス委員長が定義した言葉である。
ジェフリー・デヴィッド・サックス委員長による英語「Silent Tsunami」（サイレント・ツナミ）を「サイレント津波」と訳しているのは、日本国外務省の外交官薮中三十二、行政独立法人国際協力機構（JICA）理事長緒方貞子らである。国際連合世界食糧計画（WFP）日本事務所は「静かな津波」と訳している。他、「静かなる津波」「沈黙の津波」等に訳出されている。

## 概要

### 2004年スマトラ島沖地震
2004年12月、インドネシア西部スマトラ島沖で地震が発生（2004年スマトラ島沖地震）、地震が引き起こした津波（Tsunami）により22万人以上が死亡、500万人が被災者となった。
津波の翌月となる2005年1月、国際連合事務総長コフィー・アッタ・アナンの諮問機関であるミレニアム開発目標（MDGs）のジェフリー・デヴィッド・サックス委員長は、感染症、飢餓、死亡率等の「Silent Tsunami」への注意を喚起した。委員長は、アフリカで毎月約15万人が死亡しているマラリア等のサイレント津波は予防可能であるとし、サイレント津波に対し、スマトラ沖地震を端緒とする前月の津波災害時の支援に匹敵する支援の必要性を説いた。

### 2005年世界経済フォーラム
2005年1月の世界経済フォーラム（ダボス会議）では、2004年12月の津波災害を踏まえ、津波被害で国際社会が示した援助を必要とするアフリカの貧困とAIDSに話題が集中し、「サイレント津波」という言葉で多くの有識者により語られた。サハラ砂漠以南のアフリカでは、半数の人々が1日1ドル以下の生活で、10人に1人は1歳未満で死亡、毎日数千人がAIDSで死亡するという状況での会議であった。
イギリスの首相アンソニー・チャールズ・リントン・ブレアは、アフリカでのAIDSや貧困による死亡を指摘し、同年イギリスで開催される第31回主要国首脳会議での最重要課題であると発言した。
フランスの大統領ジャック・ルネ・シラクは、飢餓と感染症、さらに暴力や暴動を「サイレント津波（静かな津波）」（フランス語: Tsunamis Silencieux、ツナミ・シランシュー）と明言、国際課税の検討を提言した。
日本の外務審議官薮中三十二（役職は当時）は、サイレント津波の現象に各国が支援額を大幅に増大する中、日本としても政府開発援助（ODA）の大幅増が必要であると、会議を振り返る。
会議と同時期、マイクロソフト社のウィリアム・ヘンリー・ゲイツ三世会長は、ワクチン支援としておよそ800億円の拠出を表明した。
- 以上「2005年世界経済フォーラム」の出典は脚注「　　　　」による。

### 2005年アジア・太平洋地域エイズ国際会議
2005年7月、神戸市でのアジア・太平洋地域エイズ（AIDS）国際会議で、国際連合エイズ合同計画（UNAIDS）は、現時点で800万人のヒト免疫不全ウイルス（HIV）感染者がいるアジア・太平洋地域での、今後5年間で600万人の感染回避への緊急対策を明かした。UNAIDSのアジア・太平洋地域事務所長J・V・R・プラサダ・ラオは、アジア・太平洋地域のAIDS問題を「静かな津波（サイレント津波）」であると認識を示した。

### 2007年-2008年の世界食料価格危機
サイレント津波が再び大きく取り上げられたのは、2007年から2008年にかけての食料価格の高騰である（2007年-2008年の世界食料価格危機）。国際連合世界食糧計画（WFP）日本事務所によると、世界で8億5000万人の飢餓人口が、今回の食料価格高騰のあおりを受け、1億人以上増加した。WFP設立45年最大の危機であるという。ジョゼッテ・シーラン事務局長は「静かな津波（サイレント津波）」として、人類の飢餓への警告を発表した。

## 指標一覧

1日1ドル25セント（購買力平価による）以下の生活人口率 （国連開発計画『人間開発報告書』）
人間開発指数 （国連開発計画『人間開発報告書』）
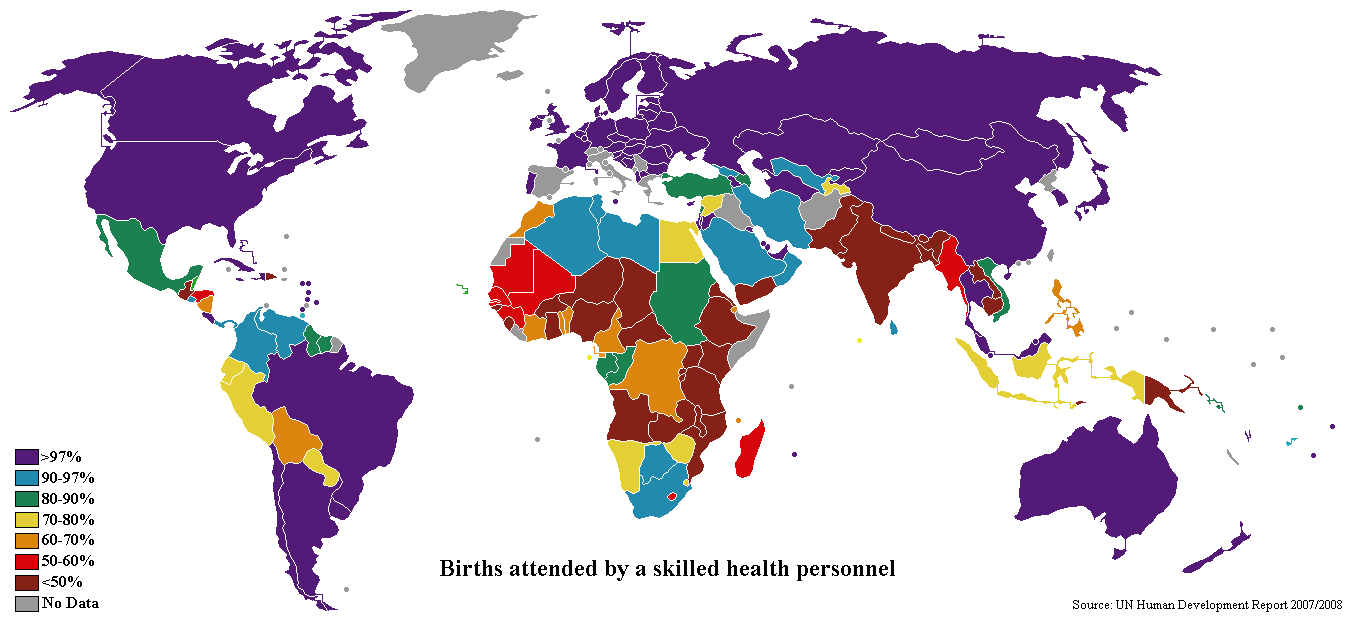
医師、看護師、助産師等の熟練者の立会いによる出産 （国連開発計画『人間開発報告書』）
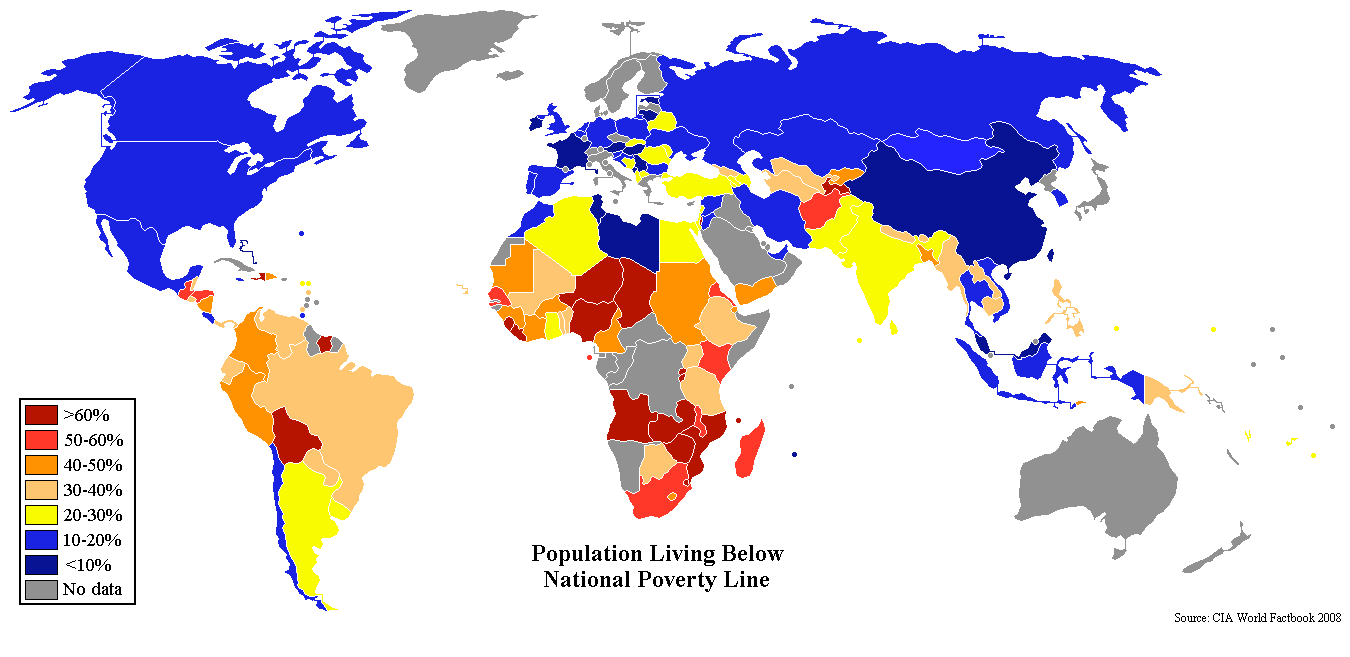
国別の貧困基準以下で生活する人口率 （CIAザ・ワールド・ファクトブック）
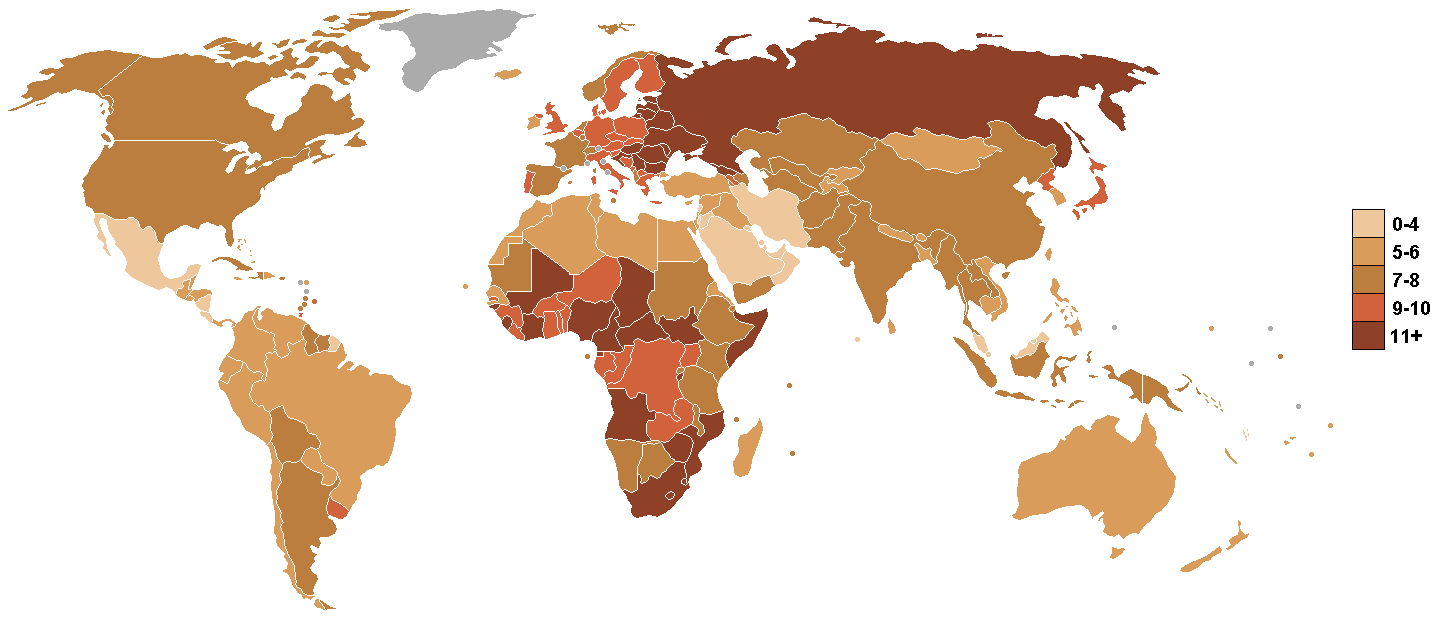
世界人口の死亡率 （CIAザ・ワールド・ファクトブック）
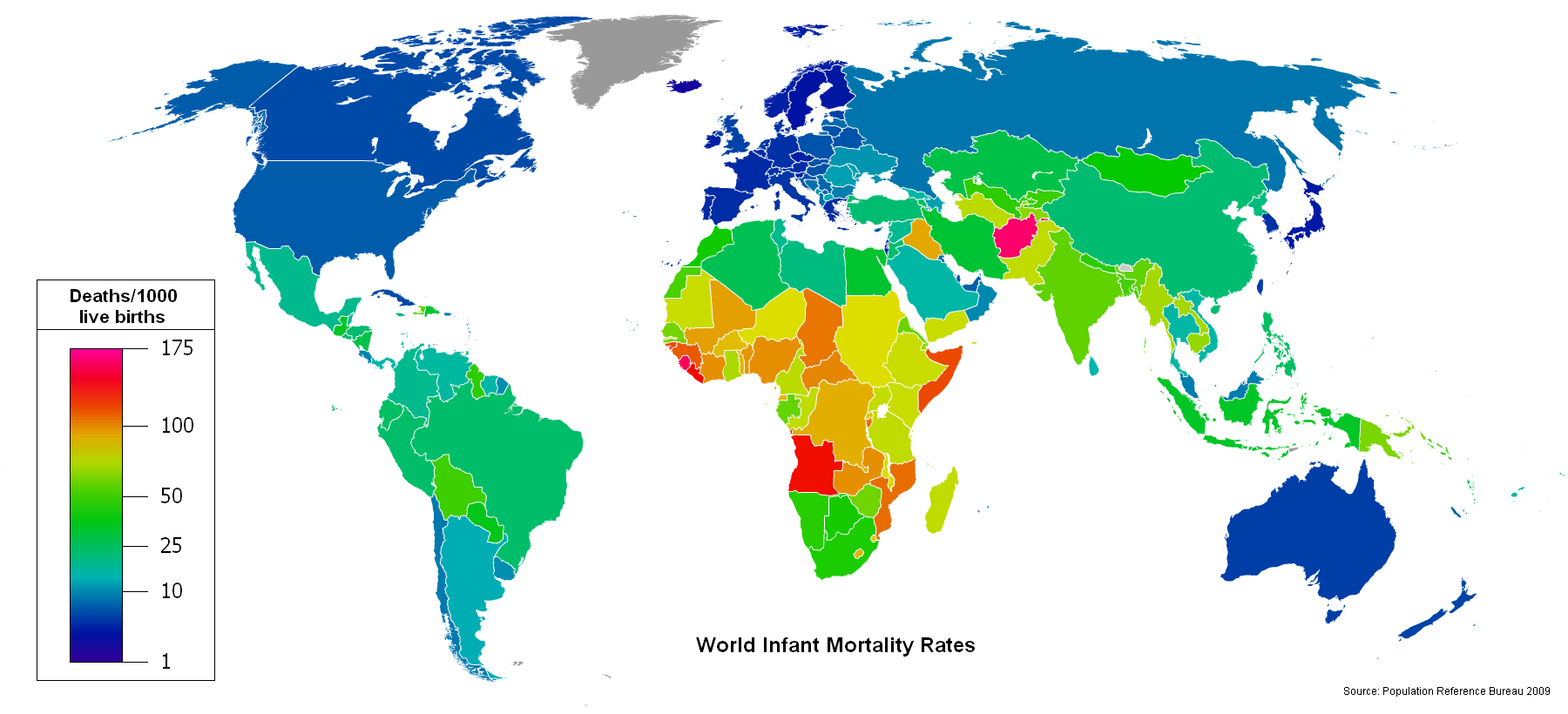
乳幼児死亡率 （NPO人口調査局、ワシントンD.C.）
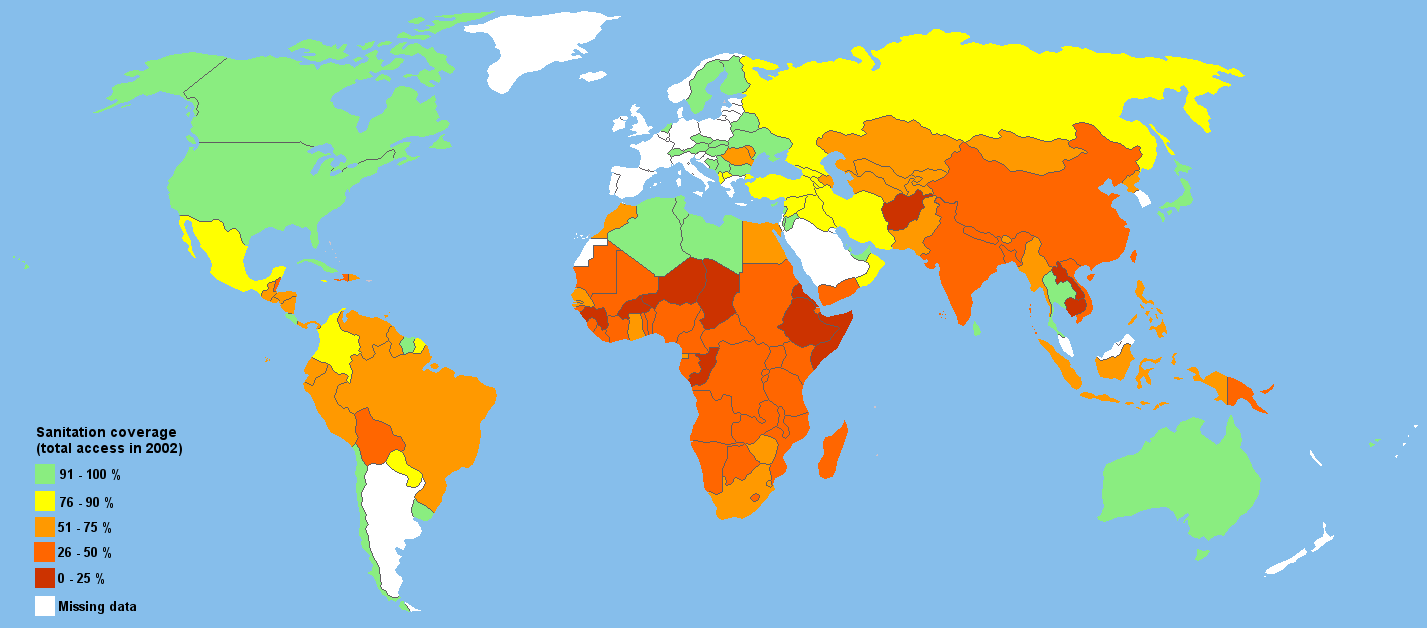
衛生設備 （国連世界食糧計画）
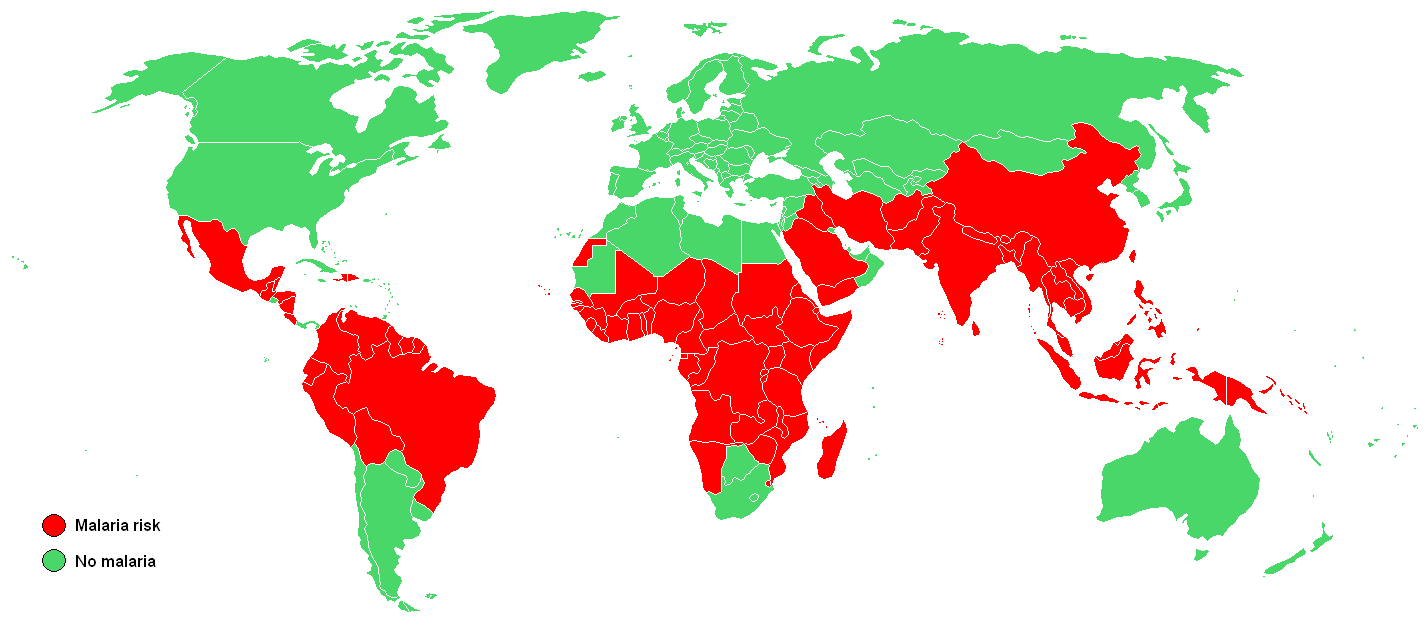
マラリアリスク地域 （アメリカ疾病予防管理センター）
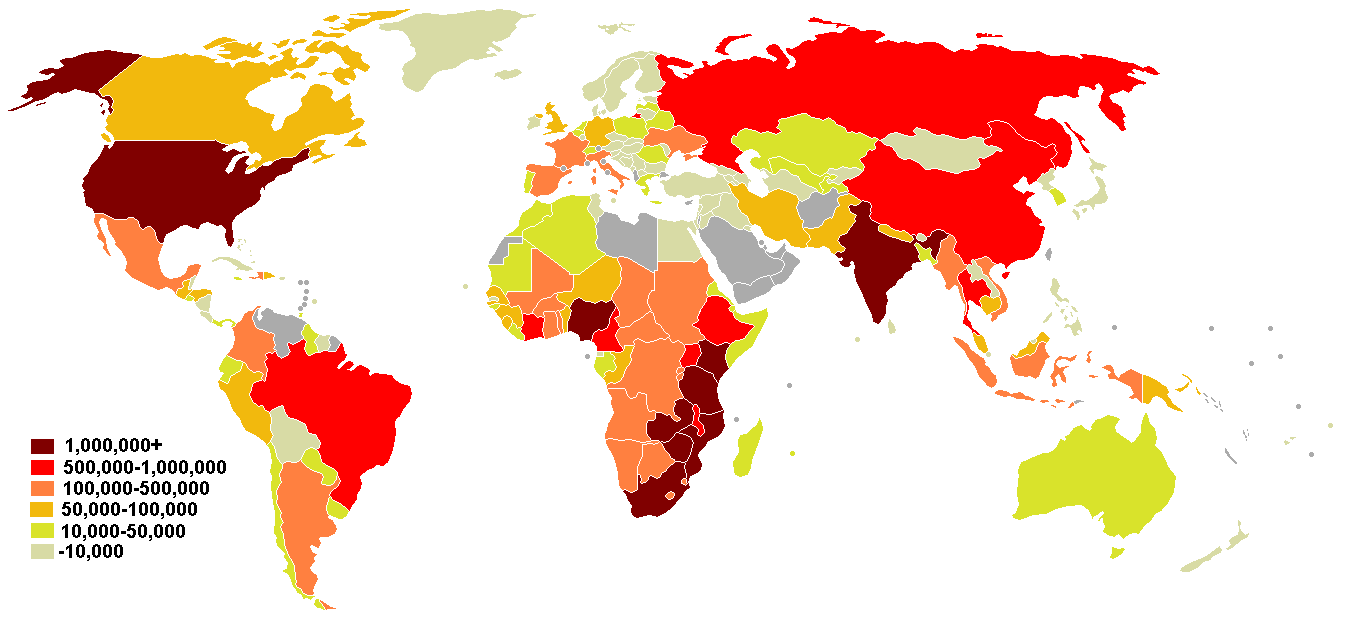
HIV、AIDS保持生活者人口予測 （国連エイズ合同計画）
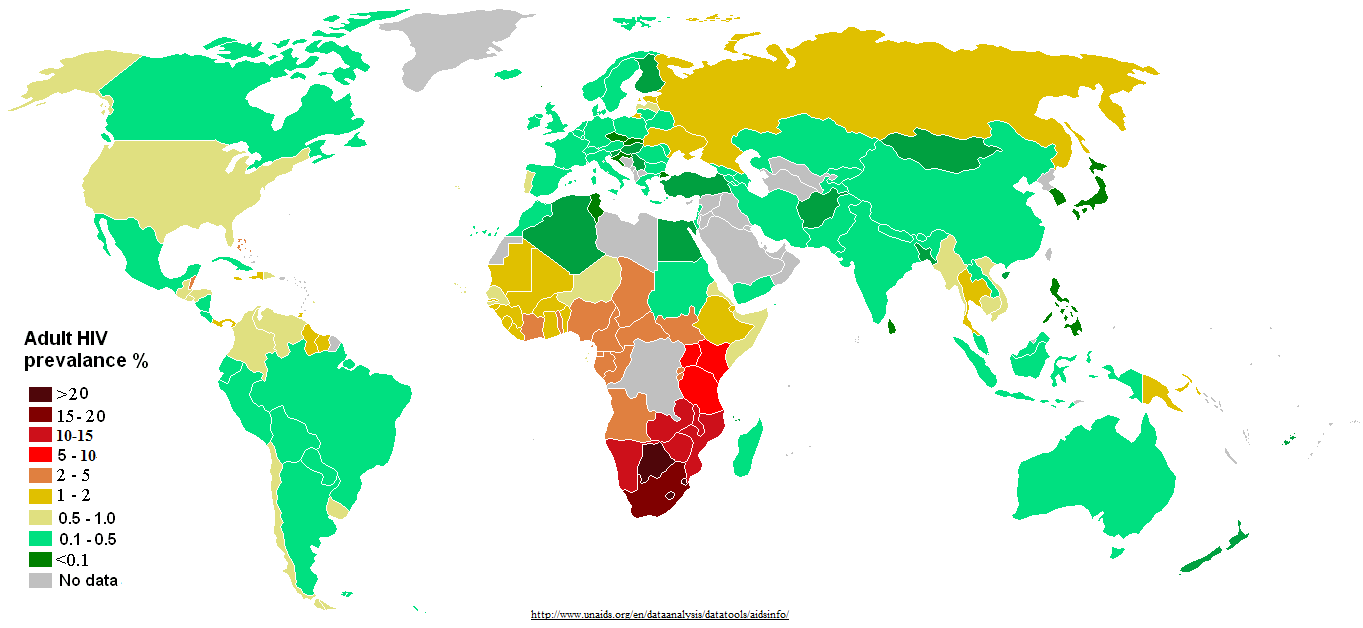
15歳から49歳までのHIV、AIDS流行予測 （国連エイズ合同計画）
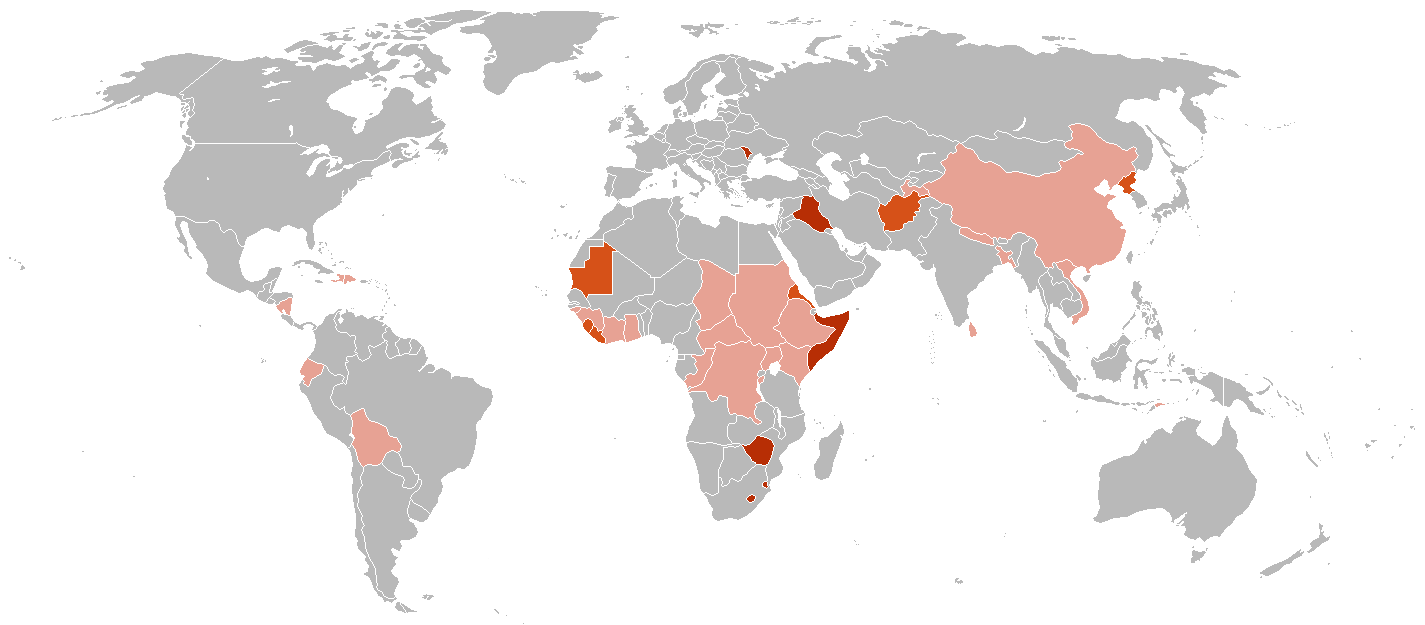
2007年-2008年食料危機にて緊急支援を要する37カ国 （国連食糧農業機関）
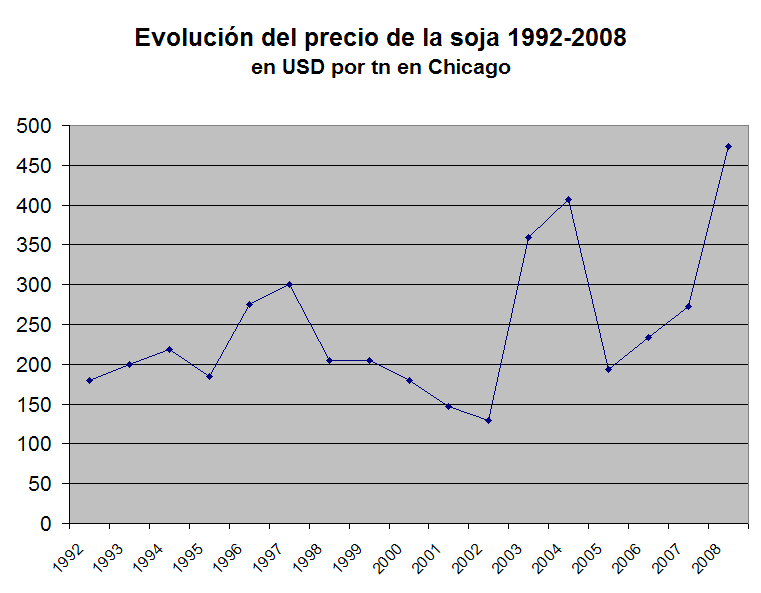
シカゴ大豆の国際価格 （1トン当たりのアメリカ合衆国ドル）

## その他文献
- UN urges rapid action on poverty 英国放送協会（BBC） 2005年1月17日（英語）
- Online News Hour: United Nations Plan to Fight Global Poverty 公共放送サービス（PBS） 2005年1月17日（英語）
- Africa's Malaria epidemic a 'silent tsunami': UN オーストラリア放送協会（ABC） 2005年1月18日（英語）
- Economist Jeffrey Sachs says developed countries aren't living up to their aid pledges オーストラリア放送協会（ABC） 2008年5月2日（英語）
- WFP says high food prices a silent tsunami, affecting every continent WFP News 2008年4月22日（英語）
- U.N. expert: Food crisis 'a silent tsunami' CNN 2008年4月22日（英語）
- Dearer food unleashes silent tsunami, U.N. says ロイター 2008年4月23日（英語）